# Zonantes ater
Zonantes ater är en skalbaggsart som först beskrevs av Leconte 1875.  Zonantes ater ingår i släktet Zonantes och familjen ögonbaggar. Inga underarter finns listade i Catalogue of Life.